# Cukrzycowa choroba nerek

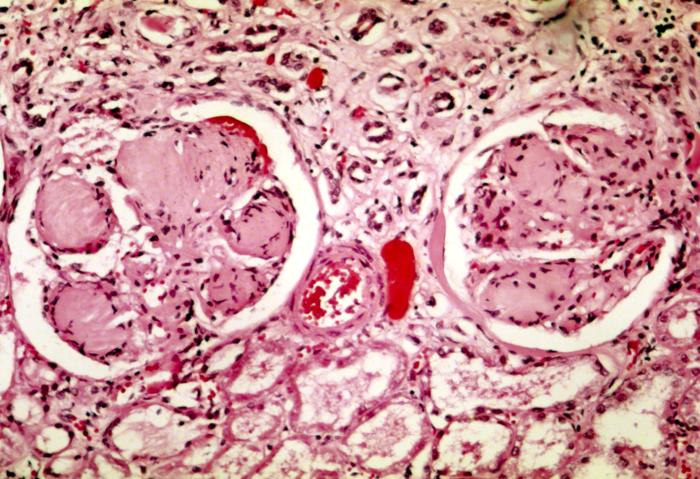
Zmiany typu stwardnienia kłębuszków w bioptacie nerki pacjenta z cukrzycową chorobą nerek

Cukrzycowa choroba nerek, nefropatia cukrzycowa, zespół Kimmelstiela-Wilsona – niezapalna glomerulopatia wtórna będąca czynnościowym i strukturalnym uszkodzeniem miąższu nerek spowodowanym przewlekłą hiperglikemią w przebiegu cukrzycy. W krajach rozwiniętych cukrzycowa choroba nerek jest najczęstszą przyczyną przewlekłej schyłkowej choroby nerek (ESRD).
Objawia się początkowo mikroalbuminurią, następnie białkomoczem i postępującą niewydolnością nerek. Mikroskopowo stwierdza się zmiany (pogrubienie) w błonie podstawnej, uszkodzenie podocytów, proliferację komórek mezangium, szkliwienie kłębuszków i włóknienie śródmiąższu nefronów.
Postępowanie lecznicze polega na poprawie kontroli cukrzycy, wdrożeniu leków nefroprotekcyjnych (inhibitory konwertazy angiotensyny, antagonisty receptora angiotensyny II), utrzymywaniu ciśnienia tętniczego poniżej 130/80 mm Hg (poniżej 125/75 mm Hg u pacjentów z białkomoczem wyższym od 1 g/d). 
Chorobę opisali Paul Kimmelstiel i Clifford Wilson w 1936 roku.

## Klasyfikacja ICD10
| kod ICD10     | nazwa choroby                                               |
| ------------- | ----------------------------------------------------------- |
| ICD-10: N08.3 | Cukrzycowa choroba nerek                                    |
| ICD-10: E10.2 | Cukrzyca insulinozależna z powikłaniami nerkowymi           |
| ICD-10: E11.2 | Cukrzyca insulinoniezależna z powikłaniami nerkowymi        |
| ICD-10: E12.2 | Cukrzyca związana z niedożywieniem z powikłaniami nerkowymi |
| ICD-10: E13.2 | Inne określone postacie cukrzycy z powikłaniami nerkowymi   |
| ICD-10: E14.2 | Nieokreślona cukrzyca z powikłaniami nerkowymi              |